# Discografia delle Vanilla Ninja
Questa che segue è la lista di tutti i dischi pubblicati dalla band estone pop rock Vanilla Ninja, dagli esordi fino a oggi.

## Album in studio
| Data | Titolo            | Posizione          | Posizione           | Posizione          | Posizione           | Posizione            | Posizione          | Posizione             | Posizione                 | Posizione           | Posizione          |
| Data | Titolo            | Estonia (bandiera) | Germania (bandiera) | Austria (bandiera) | Svizzera (bandiera) | Rep. Ceca (bandiera) | Polonia (bandiera) | Slovacchia (bandiera) | Unione europea (bandiera) | Giappone (bandiera) | Brasile (bandiera) |
| --- | ----------------- | ------------------ | ------------------- | ------------------ | ------------------- | -------------------- | ------------------ | --------------------- | ------------------------- | ------------------- | ------------------ |
| Maggio 2003                                                                                                  | Vanilla Ninja     | 1                  | -                   | -                  | -                   | -                    | -                  | -                     | -                         | -                   | -                  |
| Prima edizione: 7 giugno 2004 21 giugno 2004 10 novembre 2004 19 gennaio 2005 Ltd. Edition: 29 novembre 2004 | Traces of Sadness | 1                  | 3                   | 4                  | 14                  | 37                   | almeno 64          | N/A                   | -                         | N/A                 | -                  |
| Prima edizione: 14 marzo 2005 23 maggio 2005 29 giugno 2005 Ltd. Edition: 1º agosto 2005                     | Blue Tattoo       | 1                  | 4                   | 4                  | 7                   | 55                   | 19                 | N/A                   | -                         | N/A                 | N/A                |
| 16 novembre 2005                                                                                             | Silent Emotions   | -                  | -                   | -                  | -                   | -                    | -                  | -                     | -                         | N/A                 | -                  |
| 13 maggio 2006 19 maggio 2006 26 giugno 2006                                                                 | Love is War       | 1                  | 16                  | 29                 | 14                  | N/A                  | 48                 | -                     | 97                        | N/A                 | -                  |

## Compilation
| Data             | Titolo            |
| ---------------- | ----------------- |
| 12 dicembre 2005 | Best of           |
| 2006             | Single Collection |

## Singoli
- 2003 - Club Kung Fu
- 2003 - Tough Enough
- 2004 - Don't Go Too Fast
- 2004 - Liar
- 2004 - When The Indians Cry
- 2004 - Blue Tattoo
- 2005 - I Know
- 2005 - I Know (Unplugged Version)
- 2005 - Cool Vibes
- 2005 - Megamix
- 2006 - Dangerzone
- 2006 - Rockstarz
- 2006 - Birds Of Peace
- 2008 - Crashing Through The Doors

## Album video
- 2004 - Traces Of Sadness - Live In Estonia
- 2005 - Best Of - The Video Collection

## Video musicali
- 2003 - Nagu Rockstaar
- 2003 - Tough Enough
- 2004 - Don't Go Too Fast
- 2004 - Liar
- 2004 - When the Indians Cry
- 2004 - Blue Tattoo
- 2005 - I Know
- 2005 - I Know (Unplugged version)
- 2005 - Cool Vibes
- 2005 - Megamix
- 2006 - Dangerzone
- 2006 - Rockstarz